# Операція «Блау»

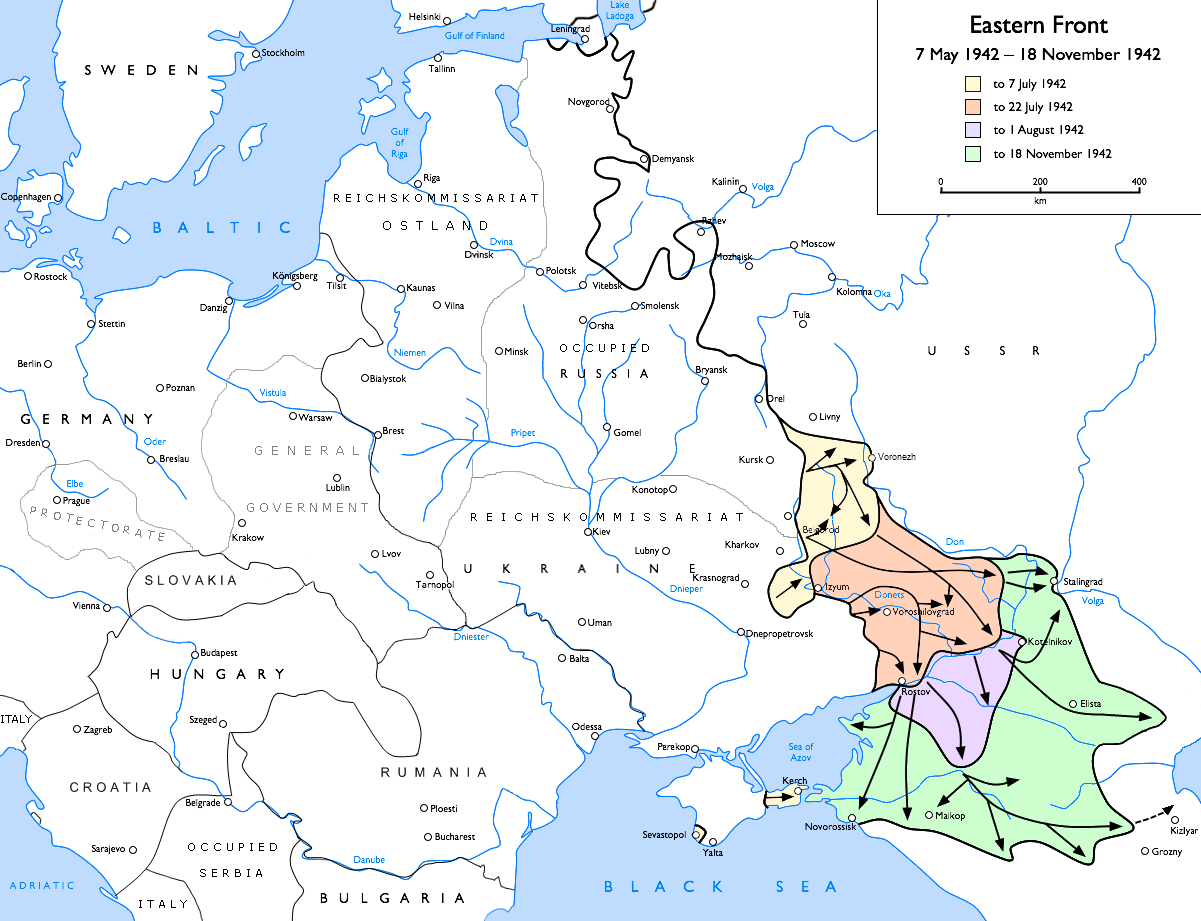
Загальний наступ Вермахту в контексті операції «Блау» з 7 травня по 18 листопада.
по 7 липня
по 22 липня
по 1 серпня
по 18 листопада

Не варто плутати з планом «Блау»
Операція «Блау» (нім. Unternehmen Blau) — стратегічна наступальна операція збройних сил Німеччини та її союзників на південному крилі німецько-радянського фронту в ході літньо-осінньої кампанії 1942 року. Операція проводилася в період з 28 червня і 24 листопада 1942 року під час Другої світової війни і мала за мету остаточно вивести Радянський Союз з війни.
Операція «Блау» за задумом була логічним продовженням операції 1941 року під кодовою назвою «Барбаросса». За планом операції німецькі війська завдавали потужного удару на південній ділянці фронту, намагаючись знищити угруповання радянських військ, що протистояло їм західніше Дону. Надалі завдавалися два розосереджені удари: перший удар — операція «Фішрайер» — потужним натиском вздовж річки Дон вермахт проривався до Сталінграда, другий удар — операція «Едельвейс» — завдавався на Кубань і далі на Північний Кавказ з метою відрізання нафтових родовищ Баку (Азербайджанська РСР), Грозного і Майкопа від основної території СРСР, надалі прорив крізь Кавказький хребет у Закавказзя. Для реалізації амбітних задач, група армій «Південь» була поділена на 2 групи армій: групу армій «A» та групу армій «B».
Після завершення розгрому невдалого радянського наступу в травні 1942 року на Харківському напрямку, загальний наступ німецьких військ розвивався доволі успішно. 28 червня за підтримки 2035 літаків Люфтваффе та 1934 танків і штурмових гармат група армій «Південь» чисельністю 1 570 287 осіб перейшла в наступ, просунувшись у перший день на 48 кілометрів вглиб оборони противника і легко відкинувши 1 715 000 солдатів Червоної армії, які зосереджувалися основні зусилля на відбитті гіпотетичного наступу німецьких військ на Москву навіть після початку «Блау». Військам вермахту вдалося за короткий час опанувати значну територію півдня Росії й майже увесь Північний Кавказ. Однак поступово опір радянських військ набував усе запеклішого характеру, особливо в районі Сталінграда. Й хоча більшість завдань була виконана, головної мети — виведення СРСР з війни та остаточного розгрому Червоної армії німецьким військам досягти не вдалося.

## Передумови

### Стратегічна ситуація на літо 1942 року
Взимку 1941—1942 років радянські війська серією успішних контрнаступальних операцій завдали поразки німецькій групі армій «Центр» та відкинули її війська від Москви. Під час битви вермахт зазнав серйозних втрат і відступив на 100—250 км від радянської столиці. Червоною армією були повністю звільнені Тульська, Рязанська та Московська області, а також багато районів Калінінської, Смоленської та Орловської областей. Водночас, німецькому командуванню вдалося зберегти фронт, не допустити повного розгрому свого головного угруповання на московському напряму і закріпитися на Ржевсько-Вяземському плацдармі. Питання про володіння стратегічною ініціативою було відкладено до літньої кампанії 1942 року.
Попри ці невдачі, Гітлер продовжував наполягати на повному знищенні Радянського Союзу, але для реалізації цього амбітного завдання його армії були потрібні нафтові ресурси Кавказу. Отже, виходячи з економічних міркувань, ОКВ сформулював основні завдання майбутньої кампанії 1942 року: опанувати Донбасом та багатими землями Кубані й Ставропілля, перерізати маршрути підвозу нафти Волгою до Центральної Росії (шляхом захоплення стратегічно важливого міста Сталінград) та захопити головні центри нафтовидобутку на Північному Кавказі й у Закавказзі. У лютому 1942 року Верховне командування німецької армії (ОКГ) почало розробку плану наступної кампанії на Східному фронті. 5 квітня 1942 року Гітлер у директиві фюрера № 41 затвердив основний задум плану, відомого як план «Блау». Головною метою визначалося захоплення Кавказького регіону. Одночасно група армій «Північ» зосереджувалася на опануванні заблокованого Ленінграда та з'єднані з Фінляндією, а група армій «Центр» своїми активними діями максимально сковувала головні сили Червоної армії на московському напрямку.
Кавказ, великий культурно різноманітний регіон, через який простягаються однойменні гори, омивається Чорним морем на заході та Каспійським морем на сході. Регіон на північ від гір був центром виробництва зерна, бавовни та важкої сільськогосподарської техніки, тоді як його два головні родовища нафти, Майкоп, поблизу Чорного моря, і Грозний, приблизно на півдорозі між Чорним і Каспійським морями, виробляли близько 10 % всієї радянської нафти. Південніше за гори лежало Закавказзя, що охоплювало Грузію, Азербайджан і Вірменію. Цей індустріалізований і густонаселений район містив одні з найбільших нафтових родовищ у світі. Зокрема в районі Баку, столиці Азербайджану, що була однією з найбагатших республік СРСР, видобувалося 80 % нафти Радянського Союзу — близько 24 мільйонів тонн тільки в 1942 році.
Кавказ також багатий на вугілля, торф, кольорових і рідкісних металів. Поклади марганцю в Чиатурі, на Закавказзі, були найбагатшим окремим джерелом у світі, даючи 1,5 мільйона тонн марганцевої руди щорічно, половину загального видобутку Радянського Союзу. Північнокавказький регіон також виробляв велику кількість пшениці, кукурудзи, насіння соняшнику та цукрових буряків та інші необхідні харчові продукти.
Ці ресурси мали величезне значення для Гітлера та німецьких стратегічних планів на війну. З трьох мільйонів тонн нафти, які Німеччина споживала на рік, 85 % імпортувалося, головним чином із США, Венесуели та Ірану. Коли у вересні 1939 року почалася війна, британська морська блокада відрізала Німеччину від Америки та Близького Сходу, залишивши країну залежною від багатих на нафту європейських країн, таких як Румунія. Свідченням залежності Німеччини від Румунії став фактор споживання нафти; так, наприклад, у 1938 році лише одна третина з 7 500 000 тонн, спожитих Німеччиною, надходила з внутрішніх запасів. Нафта завжди була Ахіллесовою п'ятою Німеччини, і до кінця 1941 року Гітлер майже вичерпав запаси Німеччини, що залишило йому лише два значних джерела нафти: власне синтетичне виробництво в Третьому Рейху та румунські нафтові родовища, причому останні забезпечували 75 % від потреби від імпорту нафти Німеччиною в 1941 році. Усвідомлюючи скорочення запасів нафти та побоюючись повітряних атак противника на Румунію (основне джерело сирої нафти для Німеччини), стратегія Гітлера дедалі більше керувалася необхідністю захисту румунських родовищ та отримання нових ресурсів, необхідних, якщо він хотів продовжувати вести тривалу війну проти зростаючого списку ворогів. Наприкінці 1941 року румуни попередили Гітлера, що їхні запаси вичерпані і вони не можуть задовольнити вимоги Німеччини. З цих причин радянські нафтові родовища були надзвичайно важливими для промисловості та збройних сил Німеччини, оскільки війна, з оголошенням війни Сполученим Штатам, перетворилася на глобальну, могутність союзників зросла, а ресурси країн Осі почали відчувати дефіцит.

### Планування операції
Попередньою умовою для початку великого наступу вважалося очищення від радянських військ Керченського півострова й обложеного Севастополя та ліквідація радянських плацдармів під Харковом.

#### Сили країн Осі
За замислом операції наступ планувалося провести на трьох оперативних напрямках:
- «Блау» I: угруповання з 4-ї танкової армії генерала Г.Гота (перекинута з групи армій «Північ») та 2-ї польової армії за підтримки 2-ї угорської армії, мали завдання наступу в напрямку Курськ-Воронеж з подальшим просуванням вглиб території Росії з виходом на Волгу та забезпечення прикриття північного флангу усіх військ Вермахту, що наступають;
- «Блау» II: 6-та польова армія генерала Ф.Паулюса, завдає удару з району Харкова та просуваючись паралельно ударному угрупованню 4-ї танкової армії генерала Г.Гота, виходить на рубіж Волги в районі Сталінграда (штурм міста не визначався головним завданням);
- «Блау» III: 1-ша танкова армія генерала Е. фон Кляйста, наступає на південь від річки Дон, маючи 17-ту армію на західному фланзі та 4-ту румунську армію на східному фланзі угруповання, що наступає, із загальним завданням прорватися до Північного Кавказу.

Як і при плануванні операції «Барбаросса», німецьке керівництво розраховувало, що в результаті блискавичного наступу військ вермахту станеться серія оточень значних сил радянських військ.

### Склад сил

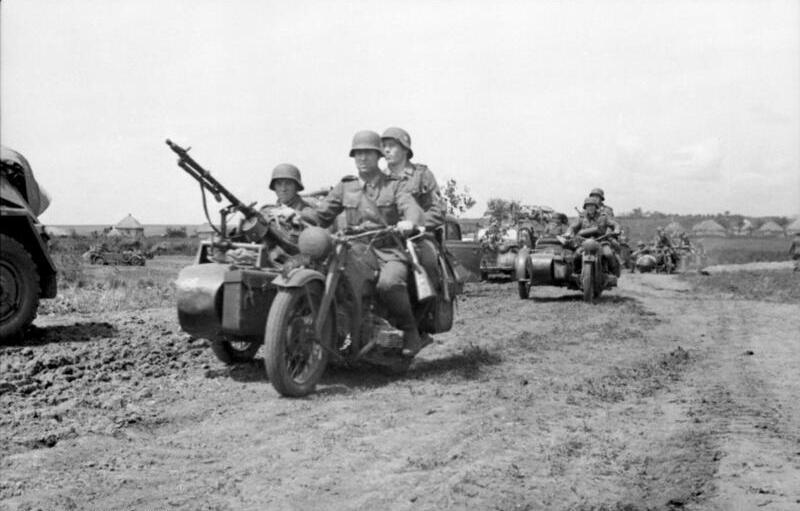
Німецька мотопіхота 13-ї танкової дивізії на дорогах України. Друга битва за Харків. 1 червня 1942

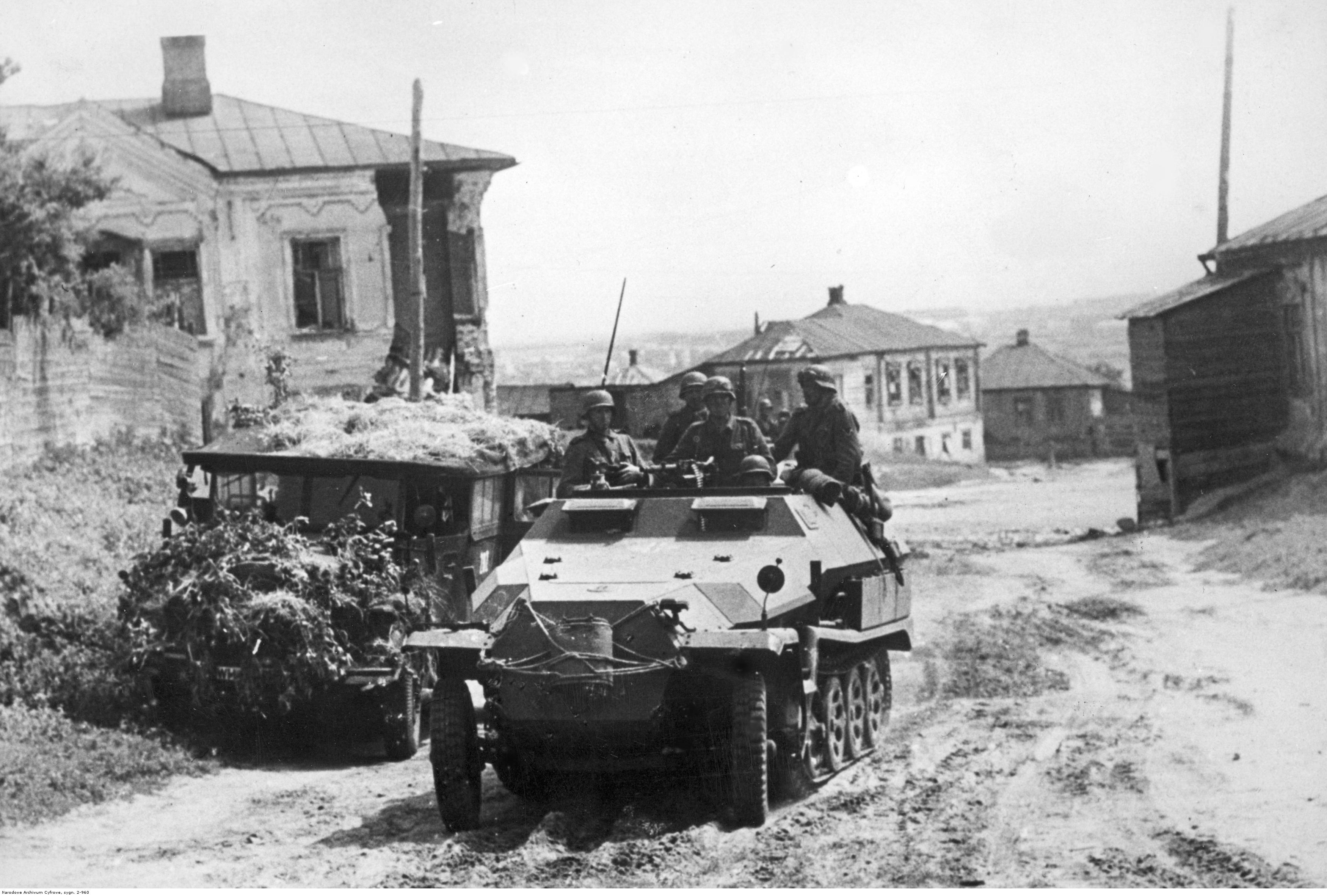
Німецькі моторизовані частини на БТР Sd.Kfz 251 на околиці Воронежа. Липень 1942

На літо 1942 року Верховне командування Червоної армії (Ставка ВГК) не змогло визначити напрямок головного німецького стратегічного наступу, який планувався вермахтом на літньо-осінню кампанію цього року, хоча воно і володіло німецькими планами. 19 червня начальник оперативного відділу 23-ї танкової дивізії майор Йоахім Райхель був збитий над радянською територією під час польоту літака спостереження над фронтом поблизу Харкова. Радянські солдати вилучили з його літака карти, на яких були детально описані німецькі плани операції «Блау», що незабаром були передані до Москви.

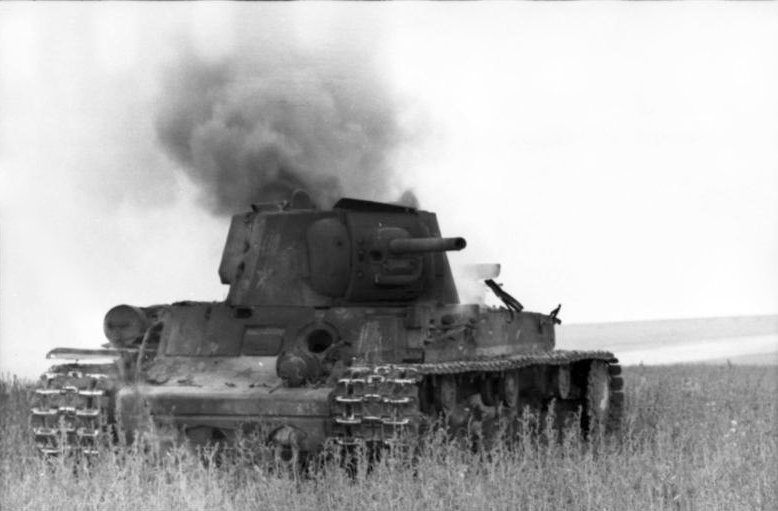
Підбитий радянський танк КВ-1 у боях під Воронежом. Літо 1942

Йосип Сталін, однак, вважав, що це німецька хитрість, залишаючись упевненим, що головною стратегічною метою гітлерівської Німеччини в 1942 році буде Москва, частково через операцію «Кремль». Ця німецька дезінформаційна операція мала за мету створення у радянського командування хибного враження про підготовку наступу наприкінці червня 1942 року німецьких військ із єдиною метою — захопити Москву. В результаті більшість військ Червоної армії була розгорнута саме на центральній дільниці німецько-радянського фронту. На південному фланзі гігантського фронту утримували оборону Брянський, Південно-Західний, Південний і Північно-Кавказький фронти. Маючи близько 1 мільйона солдатів на передовій і ще 1,7 мільйона в резервних арміях, їхні сили становили приблизно чверть усіх радянських військ. Після катастрофічного для Рад початку операції «Блау» вони кілька разів реорганізовували свої сили, що билися на цьому напрямку. Під час кампанії також розгорталися Воронезький, Донський, Сталінградський, Закавказький і Кавказький фронти, хоча не всі існували одночасно.
Оскільки німецький наступ очікувався значно північніше, Ставка запланувала кілька фронтових наступальних операцій на півдні, щоб послабити німців. Найважливіший з них замислювався на місто Харків і проводився переважно Південно-Західним фронтом під проводом Семена Тимошенка за підтримки Південного фронту під командуванням Родіона Малиновського. Операція була запланована на 12 травня, безпосередньо перед запланованим німецьким наступом у цьому районі. В результаті Друга битва під Харковом закінчилася нищівною катастрофою для радянських військ, серйозно послабивши їхні сили. Водночас очищення Керченського півострова країнами Осі разом із битвою за Севастополь, яка тривала до липня, ще більше послабили сили противника і дозволили німцям постачати групу армій «А» через Керченський півострів і далі через Кубань.

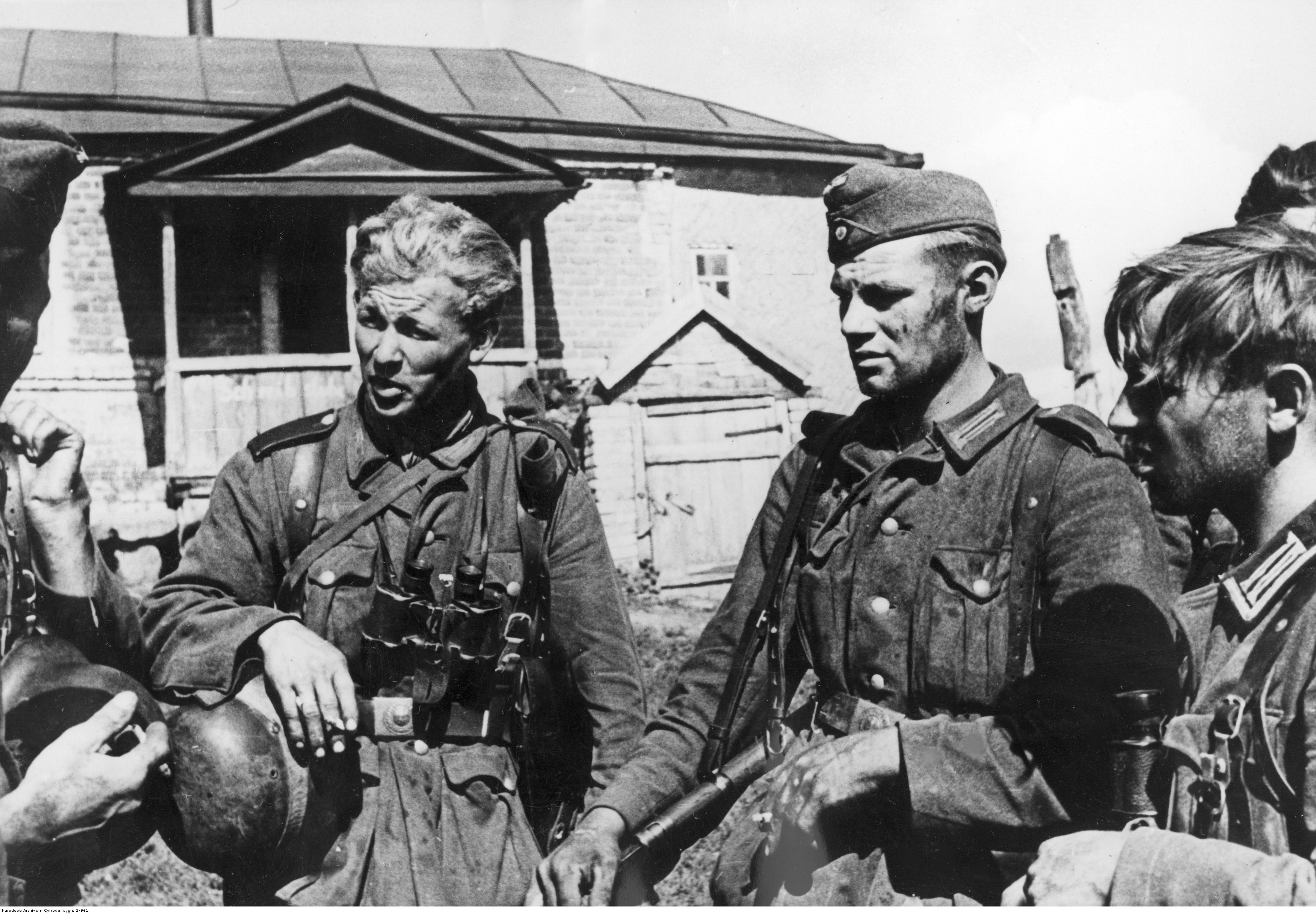
Німецька піхота в російські деревні під час боїв на воронезькому напрямку. Серпень 1942

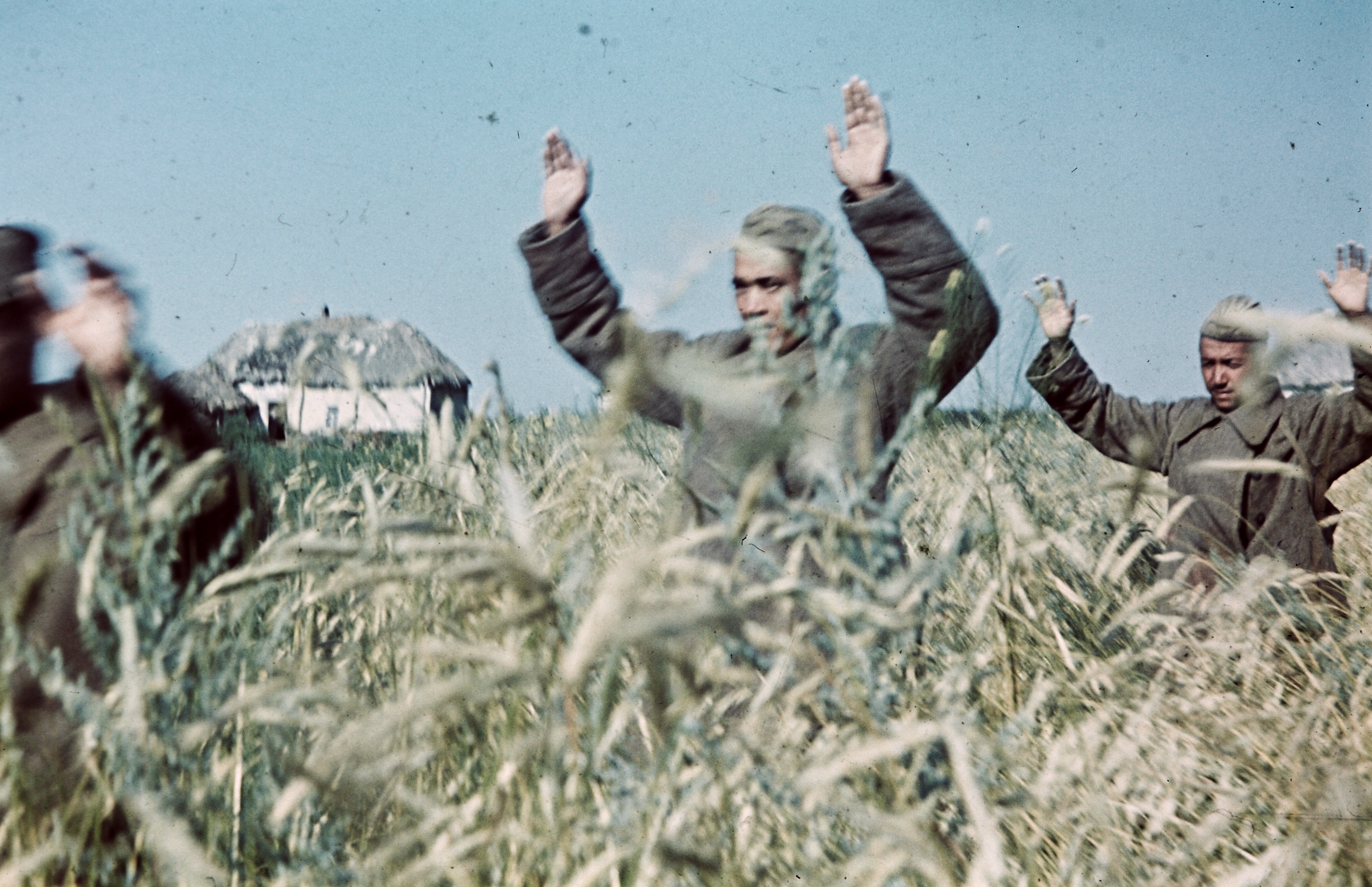
Радянські військовополонені. Літо 1942

## Наступ

### Початкова фаза
28 червня 1942 року німецький вермахт перейшов у наступ, коли 4-та танкова армія прорвала слабку радянську оборону та розпочала рух на Воронеж. Завдяки хаотичному радянському відступу німці змогли швидко просунутися вперед, відновивши впевненість керівництва вермахту щодо успішності майбутнього великого наступу.
Безпосередня авіаційна підтримка літаків Люфтваффе також зіграла важливу роль у цьому ранньому успіху. Завдяки швидкому опануванню повітря, потужним ударам по інфраструктурі авіації РСЧА, авіація Герінга перенацілілася на лінії радянської оборони, вузли комунікацій, райони зосередження військ, командні пункти та об'єкти військового тилу. Часом німецькі штурмовики та бомбардувальники виконували роль наконечника, а не сил підтримки, випереджаючи танки та піхоту, щоб знищити оборонні позиції Червоної армії на напрямах наступу наземних військ. На цьому етапі у смузі дії однієї радянської дивізії на шляху передових сил було зосереджено близько 100 німецьких літаків. Начальник штабу Брянського фронту генерал Казаков відзначав міць і ефективність авіації країн Осі. Протягом 26 днів радянські війська втратили 783 літаки 2-ї, 4-ї, 5-ї та 8-ї повітряних армій у порівнянні з 175 німецькими літаками, збитими в боях.
До 5 липня передові частини 4-ї танкової армії вийшли на річку Дон поблизу Воронежа і розпочали бойові дії за опанування міста. Сталін і радянське командування все ще очікували головного німецького удару на московському стратегічному напрямку, і вважали, що німці після Воронежа повернуть ударне угруповання на північ, щоб загрожувати столиці. У результаті радянські війська спрямували підкріплення в місто, щоб утримати його за будь-яку ціну, і контратакували північний фланг німців, намагаючись розгромити перші ешелони наступаючих німців. 5-та танкова армія під командуванням генерал-майора Лізюкова О. І., розпочавши контрудар 6 липня змогла досягти деяких незначних успіхів, але була змушена відступити на вихідні позиції до 15 липня, втративши в боях при цьому близько половини своїх танків. Хоча перший етап операції розвивався успішно, Гітлер і фон Бок, командувач групи армій «Південь», сперечалися щодо наступних кроків операції. Гарячі дебати та постійні радянські контратаки, які зв'язали 4-ту танкову армію до 13 липня, 17 липня змусили Гітлера втратити самовладання та відправити фон Бока у відставку. У рамках другого етапу операції 9 липня групу армій «Південь» було розділено на групу армій «А» та «В», призначивши генерал-фельдмаршала Вільгельма Ліста командувачем групи армій «А» та генерала Максиміліана фон Вайкса — групи армій «В» відповідно.
Лише через два тижні операції, 11 липня, німці почали відчувати логістичні труднощі, що сповільнило просування вперед. 6-та польова армія постійно затримувалася через нестачу палива. Через вісім днів, 20 липня, брак палива в моторизованих частинах продовжував впливати на перебіг операції, внаслідок чого багато підрозділів були просто не в змозі виконувати свої накази. Наприклад, 23-тя та 24-та танкові дивізії застопорилися на цьому етапі. Знову, як це було під час Норвезької кампанії у квітні 1940 року та в операції «Барбаросса» в 1941 році, транспортний флот Люфтваффе Ju 52 доставляв боєприпаси та паливо повітрям, щоб підтримувати армію. Ситуація залишалася важкою, оскільки німецькі війська були змушені відбирати пальне з пошкоджених або покинутих машин, а в деяких випадках кидати танки та машини з великим споживанням палива, щоб продовжити наступ. Це підірвало сили підрозділів, які були змушені залишити бойові машини. Незважаючи на це, Люфтваффе доставляло 200 тонн пального на день, щоб забезпечити армію постачанням. Попри таку вражаючу ефективність у збереженні мобільності армії, Лера замінив рвучкіший і агресивно налаштований фон Ріхтгофен.

### Розмежування ударних угруповань
Вважаючи, що головна радянська загроза була усунена, й відчуваючи відчайдушну нестачу нафти та потребуючи досягнення всіх амбітних цілей в операції, Гітлер вніс ряд змін до плану в директиві фюрера № 45 від 23 липня 1942 року:
- реорганізував групу армій «Південь» на дві менші групи армій, «A» і «B»;
- наказав групі армій «А» наступати на Кавказ і захопити нафтові родовища (операція «Едельвейс»);
- скерував групу армій «Б» для наступу в напрямку Волги та Сталінграда (операція «Фішрайер»).

Разом з цим, з боку німецького генералітету не було жодних заперечень щодо зміни замислу стратегічного наступу. Втім, нова директива створила величезні логістичні труднощі. Гітлер очікував, що обидві групи армій продовжать просуватися на визначені їм цілі паралельно. Однак, логістичні ланцюги були фактично розірвані, брак боєприпасів і палива був найбільш очевидним, і військам ставало все складніше утримувати заданий темп наступу, який вимагав фюрер. Розмежування груп армій також утворило небезпечний проміжок між арміями, якою могли б скористатися Ради. Альпійський корпус італійської армії в Радянському Союзі не рушив до Кавказьких гір разом із групою армій «А», натомість залишився у складі 6-ї армії. Очікувалося, що група армій «А» буде діяти в гірській місцевості лише з трьома гірськими та двома піхотними дивізіями, які не зовсім відповідали цьому завданню.

### Група армій «А»
24 липня 1942 року група армій «A» фельдмаршала Ліста за підтримки Ju 87 StG 77 після трьох тижнів боїв опанувала Ростов, «ворота на Кавказ». Люфтваффе мали перевагу в повітрі на ранній стадії операції, що дуже сприяло виконанню завдань сухопутним силам на цьому стратегічному напрямку. Війська вермахту почали стрімкий наступ на Кубань. Найпотужніший удар німці завдали силами 1-ї та 4-ї танкових армій по лівому флангу Південного фронту, де оборонялися радянські 51-ша та 37-ма армії, які, зазнавши великих втрат, відступили. У смузі 18-ї радянської армії німецькі війська прорвалися до Батайська, однак у смузі оборони 12-ї радянської армії вони так і не змогли в перший день форсувати Дон. 26 липня 18-та і 37-ма радянські армії, посилені двома дивізіями, спробували завдати контрудару, щоб відновити становище на Дону, проте ця спроба закінчилася безрезультатно. Після того, як переправа через Дон була забезпечена, а просування 6-ї армії, що наступала на волзькому фронті загальмувалося, Гітлер своїм рішенням перекинув 4-ту танкову армію генерал-полковника Г. Гота до групи армій «B» і відправив її на північ до Волги. Передислокація вимагала величезної кількості палива, якого й так було обмаль, для перекидання армії повітрям і дорогами.
Після форсування Дону 25 липня фронт наступу групи армій «А» розширився на 200 км від Азовського моря до станиці Цимлянської (сьогодні Цимлянськ). Німецька 17-та армія генерала Р. Руоффа разом з частинами 11-ї армії та румунської 3-ї армії просувалася на південь до східного узбережжя Чорного моря, тоді як 1-ша танкова армія наступала на південний схід у напрямку на Ворошиловськ. 17-та армія просувалася повільно, долаючи спротив відступаючих радянських військ, у той час як 1-ша танкова армія, прорвавши оборону на стику 12-ї та 37-ї радянських армій, вийшла в оперативний простір та поринула вперед. 29 липня німці перерізали останню пряму залізницю між центральною Росією та Кавказом, чим викликали значну паніку у Сталіна та Ставки, які вдалися до ухвалення карального наказу № 227 «Ні кроку назад!». 31 липня був захоплений Сальськ, 5 серпня — Ворошиловськ. Попри тому, що основу першого ешелону групи армій становили лише легкі мобільні сили, німецьке об'єднання швидко просувалося вперед, а більшість танків відставали через брак пального та перебої з постачанням, попри зусилля 4-го повітряного корпусу, який доставляв припаси цілодобово.
9 серпня 1-ша танкова армія досягла Майкопа в передгір'ях Кавказьких гір, просунувшись менш ніж за два тижні на понад 480 кілометрів. Західні нафтові родовища поблизу Майкопа були захоплені в ході бойової операції 8-9 серпня, але нафтові родовища були настільки зруйновані Червоною армією, що на ремонт могло знадобиться близько року. Незабаром після цього було взято П'ятигорськ. 12 серпня було захоплено Краснодар і німецькі гірські війська здійняли нацистський прапор на найвищій горі Кавказу Ельбрусі.

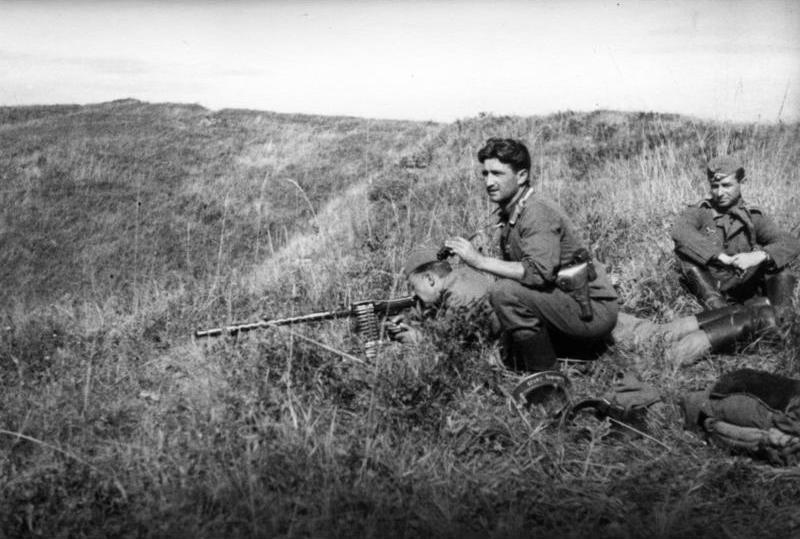
Німецька піхота в передгір'ях Кавказьких гір. Літо 1942

Розмах та протяжність німецького просування вглиб радянської території створювали хронічні логістичні труднощі, особливо з паливом. Чорне море вважали надто небезпечним через присутність Червоного флоту, і тому пальне доставляли або залізницею через Ростов або повітрям. Втім танкові дивізії іноді тижнями простоювали, не маючи змоги продовжувати наступ. Навіть у бензовозів закінчилося паливо, і масло довелося підвозити на верблюдах. Оскільки радянські війська часто відступали замість того, щоб воювати, кількість полонених не виправдовувала очікувань, і загалом на цьому напрямку у полон здалося лише 83 000 радянських солдатів. Коли Гітлер і ОКГ почали дедалі більше уваги приділяти подіям під Сталінградом, частина мобільних сил Кляйста була забрана вищим командуванням та перекинута на північ. Кляйст втратив свій зенітний корпус і більшу частину Люфтваффе, що підтримували південний фронт, у його розпорядженні залишилися тільки літаки-розвідники. Водночас радянські Військово-повітряні сили мали на цьому стратегічному напрямку близько 800 бомбардувальників, третина з яких були боєготовими. Завдяки перекиданню німцями своїх зенітних підрозділів під Сталінград радянські бомбардувальники могли відносно безпечно завдавати ударів по військам вермахту, що наступали. Поступово якість радянського спротиву зростала, в битву кидалося дедалі більше сил, сформованих з місцевого населення, які, на думку Кляйста, були готові завзято боротися за свою батьківщину. Німецькі частини особливо загрузли в боях з грузинськими гірськими військами, котрі значною мірою сприяли стримуванню їхнього просування. Збільшилася кількість резервів та поповнень і поставок озброєння, що надходили тамтешнім військам, які оборонялися, і, зіткнувшись з цими труднощами, просування формувань Осі після 28 серпня сповільнилося.

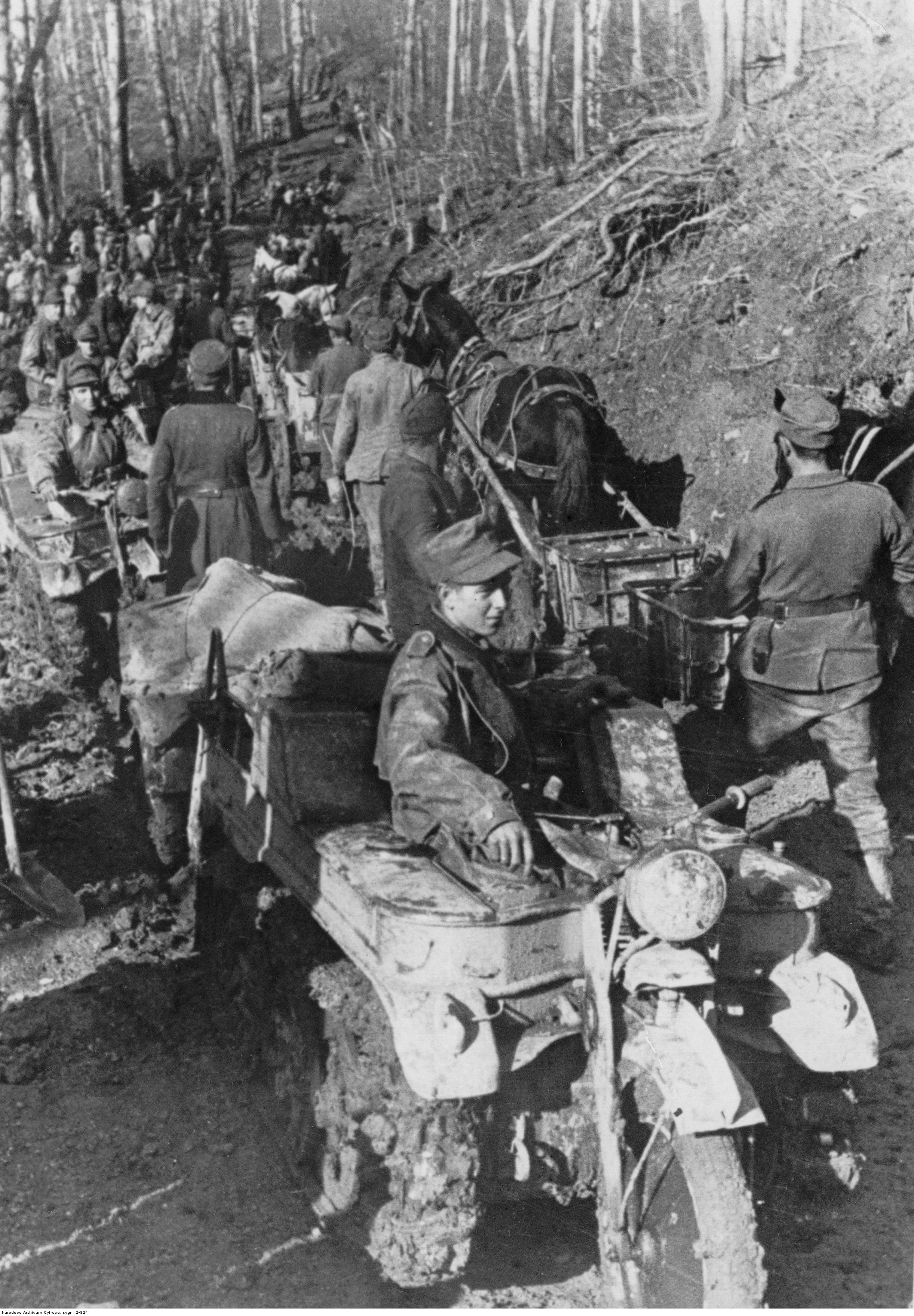
Німецькі частини в районі Північно-Західного Кавказу. Осінь 1942

На південному сході вермахт продовжував вперто просуватися у напрямку Грозного, Баку та інших важливих нафтових центрів. Більше об'єктів і промислових центрів потрапили до рук німців, багато цілих або лише незначно пошкоджених під час відступу радянських військ. У серпні-вересні були захоплені Таманський півострів і частина Новоросійської військово-морської бази. На узбережжі Чорного моря частини Кляйста продовжували рух до Туапсе, а на сході 13 серпня була взята Еліста. На півдні наступ німців було зупинено на північ від Грозного 25 серпня після взяття Моздока. Німецькі десантники допомагали повстанцям у Чечні, діючи глибоко в радянському тилу. Але, попри колосальні спроби німецькі гірські війська не зуміли здобути чорноморські порти, і наступ не досяг Грозного, оскільки знову виникли труднощі з постачанням. Радянські війська 9-ї і 44-ї армій Північно-Кавказького фронту закріпилися вздовж скелястого берега Тереку на північних підступах до міста. Авіація Люфтваффе не змогла підтримати німецьку армію на таких відстанях, і радянська авіація атакувала мости та шляхи постачання, практично не зустрічаючи опору. 2 вересня нарешті німецькі підрозділи перетнули річку, але рух вперед відбувався дуже повільно. На початку вересня Гітлер мав серйозну розмову з Верховним командуванням Сухопутних військ і, зокрема, з Лістом, оскільки фюрер вважав просування німецьких військ надто повільним. У результаті 9 вересня Гітлер відправив Ліста у відставку і особисто прийняв командування групою армій «А». Німці прорвалися до Туапсе і місцями оволоділи кількома вершинами Кавказу.
З 1 по 2 вересня кораблі Осі перевезли через Чорне море з Румунії 30 605 людей, 13 254 коня і 6 265 автомашин. З підкріпленнями німці захопили більшість чорноморських військово-морських баз, але зав'язли в Новоросійську, де радянська 47-ма армія готувалася до тривалої облоги. 10 вересня після чотириденної битви новоросійський порт був захоплений, це була остаточна німецька перемога на Кавказі. Підрозділи 47-ї радянської армії укріпилися на висотах південніше порту та на кількох прибережних дорогах, що вели до міста. Спроби вибити ворожі сили з Новоросійська зазнали коштовних невдач, а німецько-румунським військам також не вдалося зламати оборону Червоної армії на прибережній рівнині між Новоросійськом та Туапсе. В результаті бої перейшли в позиційну форму, ситуація на цій ділянці стабілізувалася.

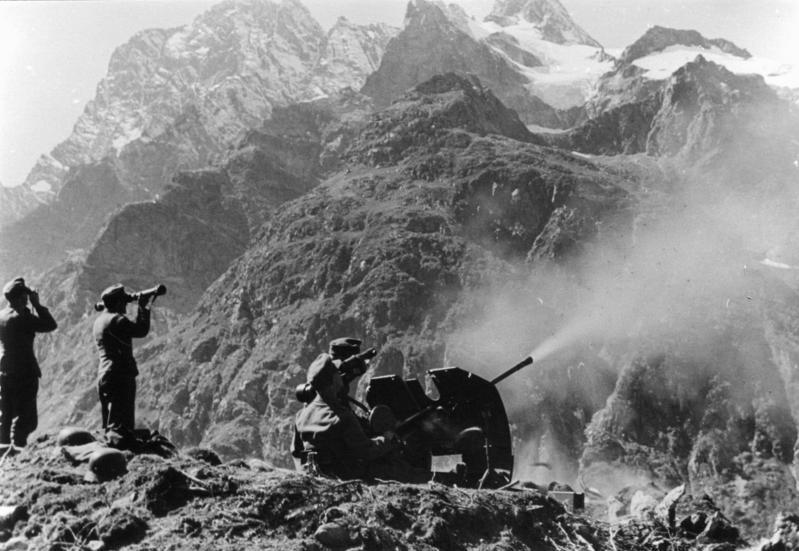
Німецькі гірські єгері ведуть вогонь з 20-мм зенітної гармати на Центральному Кавказі біля Теберди. Вересень 1942

На східному фланзі угруповання групи армій «A», що наступали, досягли більшого успіху, і 1 вересня німці зайняли Хулхуту, що на півдорозі між Елістою та Астраханню. У серпні та вересні німецькі патрулі здійснили рейд на залізницю поблизу Кизляра, на північний схід від Грозного, відзначивши найближчий підхід німецького вермахту до Каспійського моря. На півдні наступ 1-ї танкової армії на Грозний був зупинений силами Червоної армії за підтримки авіації 14-ї повітряної армії. До кінця вересня постійні проблеми з постачанням та опір Червоної армії, що наростав, уповільнили просування німецько-румунських військ.
28 жовтня 1942 року румунські гірські війська під командуванням бригадного генерала Іоана Думітраче, прорвавши оборону 37-ї армії, увійшли в Нальчик, столицю Кабардино-Балкарії, а також найвіддаленішу точку просування військ Осі на Кавказ. Ця перемога принесла румунському генералу Лицарський хрест Залізного хреста. За два дні було захоплено до 10 000 полонених, перш ніж просування до Грозного було знову зупинено на захід від міста Владикавказ. 5 листопада було захоплено Алагир, а досягнутий рубіж Алагир–Беслан–Малгобек став найдальшим німецьким наступом на півдні. До цього часу розрив між групами армій «А» та «B» значно розширився, зробивши їх уразливими для контрнаступу. Лише німецька 16-та моторизована дивізія залишилася в розриві, охороняючи лівий фланг 1-ї танкової армії, забезпечуючи їй шлях на Астрахань.

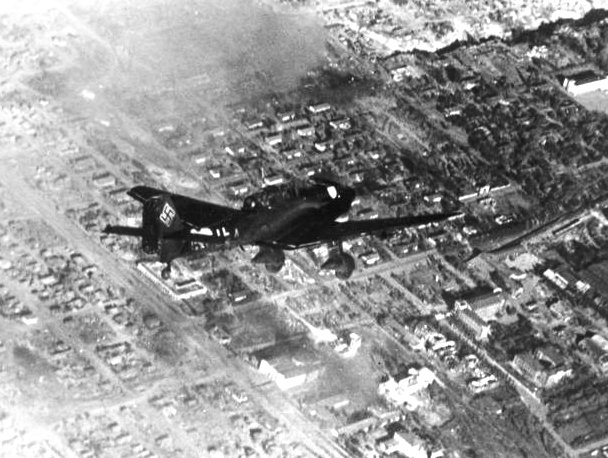
Ju 87 над Сталінградом. Жовтень 1942.

#### Дії Люфтваффе на цьому напрямку

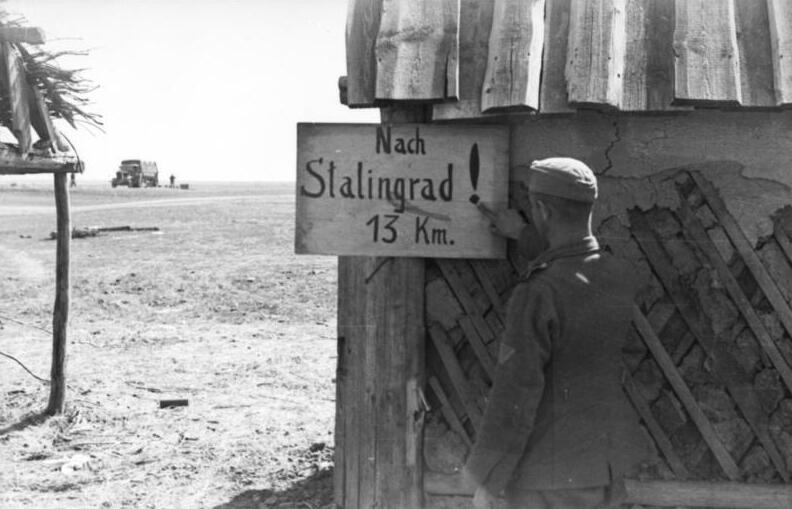
Німецький солдат біля покажчика з написом «До Сталінграда 13 км». Осінь 1942

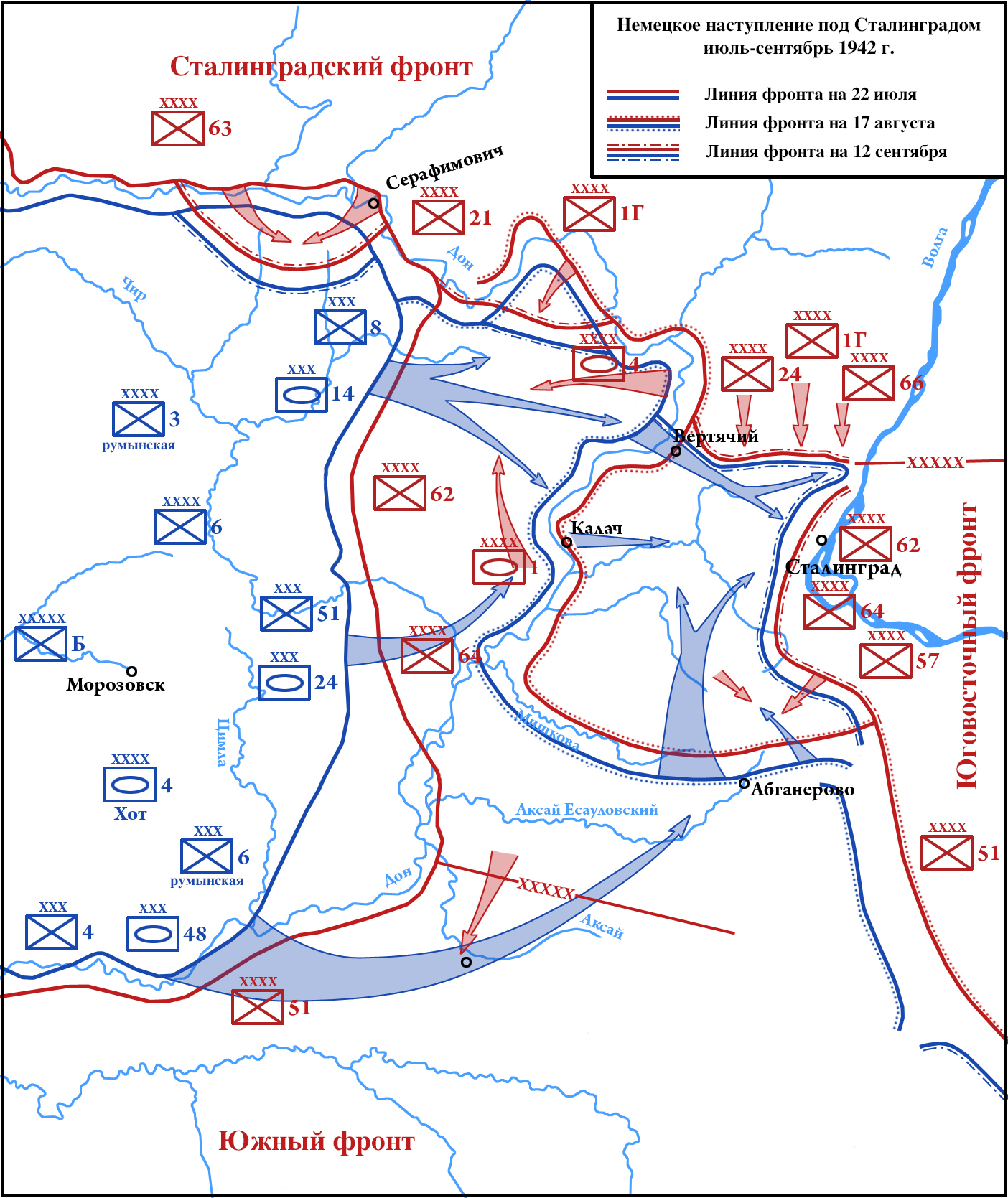
Німецький наступ на Сталінград. Липень-вересень 1942

У перший тиждень жовтня 1942 року Гітлер дійшов висновку, що захоплення кавказьких нафтових родовищ до зими малоймовірно. Тому, не маючи змоги захопити їх, він віддав наказ ОКЛ завдати якомога більшої шкоди об'єктам інфраструктури. 8 жовтня Гітлер наказав здійснити повітряний наступ не пізніше 14 жовтня, оскільки під Сталінградом потребувалося дедалі більше повітряних засобів для ведення боїв за опанування цього міста. У результаті 10 жовтня 1942 року 4-й повітряний корпус 4-го повітряного флоту отримав наказ надіслати всі наявні бомбардувальники проти нафтопромислів у Грозному. 4-й повітряний флот на той час був у жалюгідному стані — фон Ріхтгофен розпочинав операцію «Блау» з 323 справними бомбардувальниками при загальній кількості 480, що були у штаті формувань Люфтваффе. На середину жовтня їхня чисельність скоротилася до 232, з яких лише 129 були боєготовими. Разом з цим, вони були здатні завдати руйнівних ударів по визначених цілях. Протягом жовтня-листопада німецька авіація завдала потужних ударів по нафтодобувних та нафтопереробних об'єктах, чим спричинила серйозних збитків радянським військам. Так, у Грозному було завдано великої шкоди таким об'єктам, але нафтові родовища, що залишилися, були поза досяжністю німецької армії, а також винищувачів Люфтваффе. Грозний знаходився в радіусі дії німецьких бомбардувальників 4-го авіакорпусу, що базувався біля річки Терек. Але Грозний і захоплені нафтові родовища в Майкопі виробляли лише 10 % радянської нафти. Основні поля в Баку були поза зоною дії німецьких винищувачів. Німецькі бомбардувальники могли досягти їх, але це означало летіти найпрямішим, отже, найбільш передбачуваним маршрутом без винищувального захисту. 19 листопада радянський контрнаступ під Сталінградом змусив фон Ріхтгофена терміново перекинути свої частини на північ до Волги та припинити повітряний наступ.

### Група армій «B»
23 липня головні сили групи армій «B» почали наступ на Дон. Німці зіткнулися з посиленням радянського опору з боку 62-ї та 64-ї радянських армій нового Сталінградського фронту. 26 липня 14-й танковий корпус прорвався і вийшов на Дон, де щойно створені радянські 1-ша та 4-та танкові армії провели кілька безрезультатних контратак проти військ вермахту. На півдні німецька 4-та танкова армія досягла кращого прогресу, діючи проти 51-ї армії. Переправившись через Дон, німці наступали на Котельниково, вийшовши до міста 2 серпня. Радянський опір переконав Паулюса, що 6-та армія недостатньо потужна, щоб самостійно переправитися через Дон, тому він чекав, поки 4-та танкова армія з боями прокладе собі шлях на північ. 4 серпня німці були вже за 97 км від Сталінграда.
До 10 серпня Червона армія відступила з більшої частини західного берега Дону, але осередки радянського опору продовжувався в деяких районах, що ще більше затримувало групу армій «B». Просуванню вермахту на Сталінград також заважали проблеми з постачанням, спричинені поганим станом радянських доріг. Люфтваффе виділило 300 транспортних літаків Ju 52, що певною мірою дозволило сухопутним військам наступати; деякі бомбардувальники були перенацілені на забезпечення повітрям наземних підрозділів на сталінградському напрямку. Радянська оборона на Дону змусила німців направляти дедалі більше військ на дедалі вразливіший напрям головного удару, залишаючи все менше резервів для підтримки військ Осі, що діяли на флангах. Радянські війська провели кілька контратак на північному фланзі групи армій «B», між Сталінградом і Воронежем. З 20 по 28 серпня 63-тя та 21-ша армії контратакували поблизу Серафимовича, змусивши італійську 8-му армію відступити. 1-ша гвардійська армія наступала в районі станиці Новогригорівської, розширюючи свій плацдарм. Ці та кілька інших плацдармів через Дон, яким протистояли 8-ма італійська та 2-га угорська армії, становили постійну небезпеку групі армій.
23 серпня 6-та німецька армія генерала Ф.Паулюса форсувала Дон і досягла північних околиць Сталінграда, поклавши початок Сталінградській битві. Угорська, італійська та румунська армії перебували за 60 км від Сталінграда, який знаходився в зоні дії передових авіабаз. 4-й повітряний флот розпочав методичне знищення міста з повітря, перетворивши значну його частину на руїни. За радянськими даними з 23 по 26 серпня втрати серед цивільного населення становили 955 загиблих і 1181 поранений (попередня сума; пізніші повідомлення про втрати в десятки тисяч, ймовірно, були перебільшеннями).
6-та армія наступала з півночі через Калач, а 4-та танкова армія наступала з півдня через Котельниково. У перші кілька днів XIV танковий корпус пробив коридор між основними силами 6-ї армії та північними околицями Сталінграда на Волзі. На півдні радянський опір відкинув 4-ту танкову армію. 29 серпня була зроблена ще одна спроба, коли Гот повернув свої сили на захід прямо через центр 64-ї армії. Атака виявилася несподівано успішною, і 4-та танкова армія прорвалася в тил 62-ї та 64-ї армій, утворивши загрозу оточення частинами 62-ї армії. Фон Вайкс наказав 6-ій армії завершити оточення, але проведена радянська контратака затримала наступ німців на три дні, чим скористалися обложені радянські війська й відступили до Сталінграда. Швидке просування німців спричинило падіння морального духу радянських військ, які в хаосі відступили, покинувши зовнішню оборону міста. Відбивши останні радянські контратаки, 2 вересня 6-та армія відновила наступ, наступного дня з'єднавшись із 4-ю танковою армією. 12 вересня німці увійшли до Сталінграда.

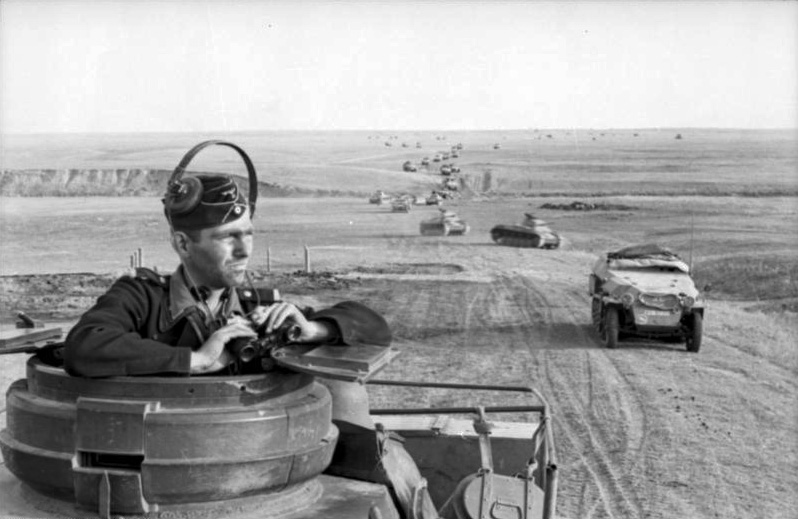
Колона бронетехніки під Сталінградом, 1942

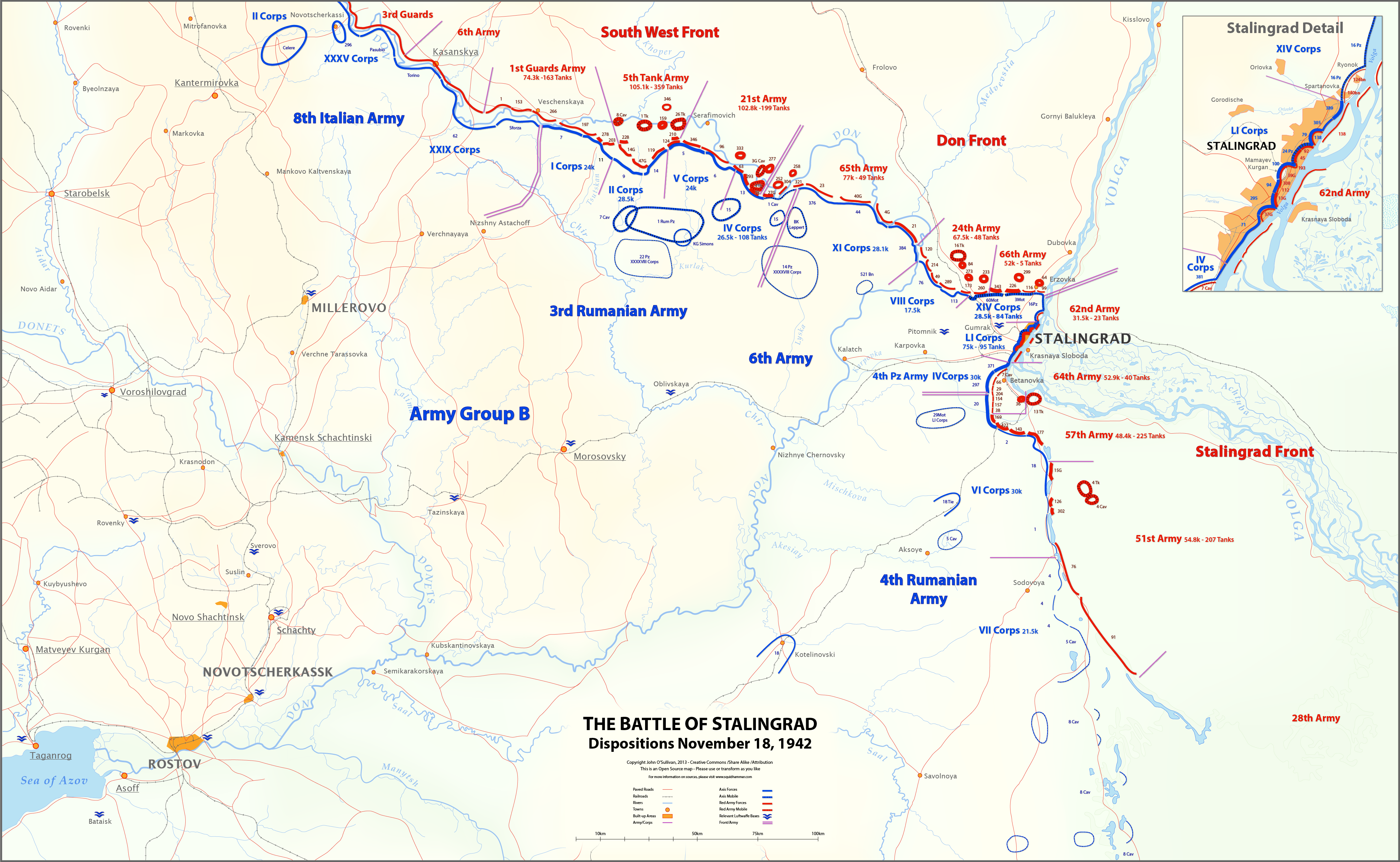
Положення сторін напередодні початку операції «Уран». 19 листопада 1942

#### Битва за Сталінград
Прорив до Сталінграда через позиції радянської 62-ї армії здійснила 6-та армія, а 4-та танкова армія забезпечувала південний фланг. Місто являло собою 24-кілометрову стрічку вздовж західного берега Волги, що змусило німців вести фронтальний штурм, а руїни міста давали перевагу захисникам в організації оборони. Щоб протистояти перевазі Люфтваффе в повітрі, командувач 62-ї армії генерал Василь Чуйков наказав своїм військам «обійняти» німців, тобто тримати свої позиції впритул до противника, таким чином зводячи нанівець тактичну мобільність німців та позбавляючи їх авіаційної підтримки. Люфтваффе активно діяли проти радянської артилерії на східному березі Волги, завдаючи їм багато втрат, а також зриваючи чисельні спроби Червоної армії здійснити перекидання підкріплень на західний берег. З середини вересня до початку листопада німці здійснили три великі атаки на місто та ціною колосальних втрат під час кровопролитних боїв прорватися до центру Сталінграда. До середини листопада радянські війська закріпилися на чотирьох неглибоких плацдармах, місцями з лінією фронту лише за 180 м від річки Волга. На середину листопада 6-та армія захопила близько 90 % міста. Передбачаючи перемогу, на початку листопада значна кількість літаків Люфтваффе була перекинута на Середземномор'я для підтримки операцій Осі в Тунісі.
19 листопада радянські війська розпочали операцію «Уран» — контрнаступ проти флангів 6-ї армії. В результаті запеклої битви за місто та через поступово виснаження 4-ї танкової армії фланги групи армій «B» охороняли переважно румунські, угорські та італійські частини. 3-тя румунська армія на річці Дон на захід від Сталінграда, яку 10 вересня перекинули з Кавказу на посилення італійських позицій на Дону, та 4-та румунська армія на південний схід від Сталінграда з вересня зазнавали постійних радянських ударів. Румунські сили мали значний некомплект та нестачу озброєння для створення стійкої оборони, наприклад їхні протитанкові підрозділи мали лише близько шести сучасних протитанкових гармат на піхотну дивізію. Основна частина німецького танкового резерву, 48-й танковий корпус, складалася з приблизно 180 танків, половину з яких складали застарілі Panzer 35(t). Унаслідок радянського наступу дві румунські армії були розбиті, а 6-та армія разом з частинами 4-ї танкової армії опинилася в оточенні під Сталінградом.

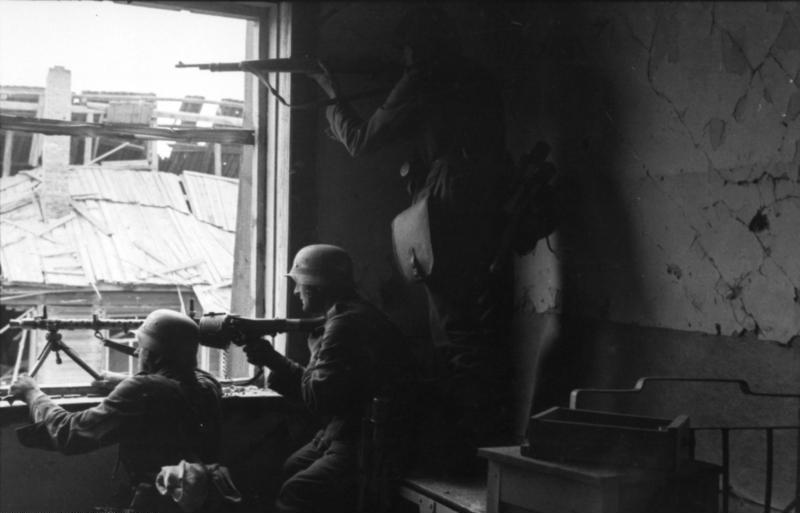
Німецькі війська ведуть вуличний бій у Сталінграді. 23 вересня 1942

Гітлер наказав командувачу 6-ї армії продовжувати тримати оборону, а не намагатися вирватися. Передбачалося, що армія постачатиметься з повітря, але необхідна кількість припасів була далеко за межами спроможності Люфтваффе забезпечити перевезення. Сили 6-ї армії невпинно зменшувалися, і радянські війська поступово стискали кільце навколо Сталінграда. Для стабілізації ситуації на Східному фронті була створена група армій «Дон» під командуванням фельдмаршала Еріха фон Манштейна, щоб заповнити прогалину між групами армій «A» і «B». 12 грудня свіжі підкріплення 4-ї танкової армії з півдня розпочали операцію з надання допомоги «Вінтергевіттер». Німці змогли пробити радянську оборони на глибину до 50 км у напрямку Сталінграда. Втім, попри ці успіхи, 6-ій армії не дозволили вирватися з оточення та з'єднатися з головними силами вермахту. За невдачею відбулася облога, яка тривала майже два місяці, в ході якої 6-та армія була остаточно знищена.

## Підсумки операції
Завдяки початковому успіху німецького літнього наступу 1942 року Гітлер став амбітнішим і направив війська на інші напрями, наказавши керівництву вермахту одночасно досягти кількох цілей. Фюрер не очікував, що після такого нищівного розгрому в південній частині Радянського Союзу, противник зможе відновити боєздатність, провести зосередження значних резервних військ та провести такий масштабний контрнаступ, як операція «Уран». Опозиція та незначні невдачі призвели до того, що Гітлер звільняв інакомислячих і дедалі більше втручався в командування військами, постійно змінював плани та накази, що призводило до плутанини, затримок і марнування дорогоцінних ресурсів, таких як паливо, оскільки німецька армія намагалася не відставати від нерішучості Гітлера.
Надмірне розширення фронту наступу зменшило можливості німецької армії та її союзників утримати окуповані території, а радянські війська, скористалися цим найліпшим чином і організували рішучий контрнаступ під Сталінградом, оточивши цілу німецьку армію. Невдовзі обидві сторони зосередилися на битві за місто, зробивши Кавказ другорядним театром[30]. Оскільки група армій «B» не змогла утримати рубежів по лінії Волги, радянські наступальні операції майже відрізали групу армій «А» на Кавказі, і за таких обставин була змушена відійти. Капітуляція 6-ї армії завдала величезного удару по моральному духу німців і стала великим шоком для Гітлера. Попри знищення 6-ї армії, Радам вдалося лише відтіснити німецьку армію з Кавказу. У свою чергу, радянське вище командування переоцінило свої можливості та взимку 1943 року розгорнуло наступ по всьому південному флангу німецько-радянського фронту. Це викликало розтягнутість логістичних ліній, передові війська дедалі більше відривалися від тилів, резерви не встигали поповнити втрати, що врешті-решт призвело до удару у відповідь: поразки в третій битві під Харковом і створило передумови для проведення німцями останньої стратегічної наступальної операції під Курськом.